# Jurij Nikulin (lekkoatleta)
Jurij Pietrowicz Nikulin ros. Юрий Петрович Никулин (ur. 8 stycznia 1931 w Moskwie, zm. w 1988 w Leningradzie) – rosyjski lekkoatleta specjalizujący się w rzucie młotem, który reprezentował Związek Radziecki.
Dwukrotnie brał udział w igrzyskach olimpijskich, w 1960 był 10., w 1964 zajął 4. miejsce. Jego synem jest utytułowany młociarz – Igor.

## Rekordy życiowe
- rzut młotem – 69,02 (1969)